# فيزياء صحية

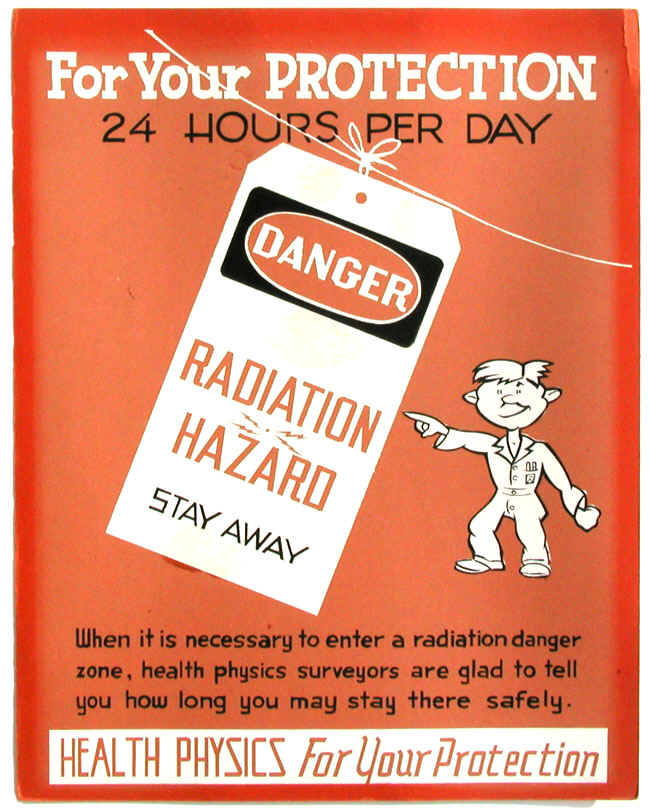
ملصق مختبر أوك ردج الوطني عام 1947.

الفيزياء الصحية التي يشار إليها أيضًا بعلم الحماية من الإشعاع، هي المهنة المكرسة لحماية الأشخاص وبيئتهم من مخاطر الإشعاع المحتملة، بصورة تتيح لهم الاستخدامات المفيدة للإشعاع. يحتاج الفيزيائيون الصحيون عادةً إلى درجة بكالوريوس مدتها أربع سنوات وخبرة مؤهلة تثبت معرفة مهنية بالمبادئ النظرية والتطبيقية للحماية من الإشعاع والعلوم ذات الصلة. يعمل فيزيائيو الصحة بشكل أساسي في المرافق التي تستخدم أو تنتج فيها النويدات المشعة أو مصادر أخرى للإشعاع المؤين (مثل مولدات الأشعة السينية)؛ تشمل هذه المرافق مراكز البحوث والصناعة والتعليم والمنشآت الطبية ومراكز الطاقة النووية والمنشآت العسكرية وحماية البيئة. يعمل فيزيائيو الصحة أيضًا على إنفاذ اللوائح الحكومية وتفكيك السلاح النووي وإزالة التلوث الإشعاعي. يعتمد اختيار المجال الذي يشارك فيه الفيزيائي الصحي على تعليمه وخبرته.

## التخصصات الفرعية
توجد العديد من التخصصات الفرعية في مجال الفيزياء الصحية، منها:
- قياس ومعدات الإشعاع المؤين.
- قياس الجرعات الداخلية وقياس الجرعات الخارجية.
- إدارة النفايات المشعة.
- التلوث الإشعاعي وإزالة التلوث الإشعاعي.
- الهندسة الإشعاعية (التدريع، التأجيل، إلخ).
- التقييم البيئي ومراقبة الإشعاع وتقييم الرادون.
- الحماية من الإشعاع التشغيلي/ فيزياء الصحة.
- فيزياء مسرع الجسيمات.
- الاستجابة/التخطيط للطوارئ الإشعاعية (على سبيل المثال: فريق دعم الطوارئ النووية).
- الاستخدامات الصناعية للمواد المشعة.
- فيزياء الصحة الطبية.
- المعلومات العامة والاتصالات حول المواد المشعة.
- التأثيرات البيولوجية/بيولوجيا الإشعاع.
- معايير الإشعاع.
- تحليل مخاطر الإشعاع.
- الطاقة النووية.
- المواد المشعة والأمن الداخلي.
- الحماية من الإشعاع.
- تقنية النانو.

### فيزياء الصحة التشغيلية
يركز المجال الفرعي لفيزياء الصحة التشغيلية، والذي يسمى أيضًا فيزياء الصحة التطبيقية في المصادر القديمة، على العمل الميداني والتطبيق العملي للفيزياء الصحية في العالم الحقيقي عوضًا عن العمل في الأبحاث النظرية.

### الفيزياء الطبية
يرتبط مجال الفيزياء الصحية بمجال الفيزياء الطبية وهي متشابهة من ناحية اعتماد الممارسين في كلي المجالين على العلوم الأساسية ذاتها (أي فيزياء الإشعاع وعلم الأحياء وما إلى ذلك). رغم ذلك، يركز علماء الفيزياء الصحية على تقييم وحماية صحة الإنسان من الإشعاع، في حين يدعم علماء الفيزياء الطبية والفيزيائيون الطبيون استخدام الإشعاع والتقنيات الأخرى القائمة على الفيزياء من قبل الممارسين الطبيين لتشخيص المرض وعلاجه.

## التاريخ
في عام 1898، أنشأت جمعية رونتيجن (حاليًا المعهد البريطاني للأشعة) لجنة حول الضرر الناجم عن الأشعة السينية، وبذلك بدأ نظام الحماية من الإشعاع.

### مصطلح «الفيزياء الصحية»
وفقًا لبول فريم:
يُعتَقَد أن مصطلح الفيزياء الصحية نشأ في مختبر المعادن في جامعة شيكاغو في عام 1942، لكن الأصل الدقيق للمصطلح غير معروف. ربما صاغ هذا المصطلح روبرت ستون أو آرثر كومبتون، لأن ستون كان رئيس قسم الصحة وكان آرثر كومبتون رئيس مختبر المعادن، وكانت المهمة الأولى لقسم الفيزياء الصحية تصميم التدريع للمفاعل CP-1 الذي كان إنريكو فيرمي يقوم ببنائه، لذا كان الفيزيائيون الصحيون الأصليون عبارة عن فيزيائيين يحاولون حل المشاكل المتعلقة بالصحة. كان التفسير الذي قدمه روبرت ستون هو: «... استُخدِم مصطلح الفيزياء الصحية في مشروع البلوتونيوم لوصف المجال الذي يستخدم الأساليب الفيزيائية لتحديد وجود مخاطر على صحة الموظفين».

يوجد اختلاف بسيط قدمه ريموند فينكل، وهو موظف في قسم الصحة خلال هذا الإطار الزمني: «أشارت الصياغة في البداية إلى استخدام الفيزياء في المجال الصحي... لكن الاسم خدم معنى الأمن أيضًا. قد يثير مصطلح «الحماية من الإشعاع» انفعالًا غير مرحبٍ به، بينما لا يثير مصطلح «الفيزياء الصحية» ذلك».